# Estadio Nacional de fútbol de Venezuela
El Estadio Nacional de Fútbol de Venezuela es un estadio de fútbol en proceso de construcción en las adyacencias del Hipódromo La Rinconada, 8,5 km al suroeste de Caracas, Venezuela. El recinto forma parte de un proyecto integral de construcción del Parque Hugo Chávez, el cual consiste en diversas instalaciones deportivas, culturales y recreativas ubicadas en dicho sector urbano. El sitio de construcción del estadio se encuentra cercano al Estadio Monumental de Caracas ''Simón Bolívar'', inaugurado el 2 de febrero de 2023.
El coloso fue diseñado por la firma Rogers Stirk Harbour + Partners. La estructura y la geotécnica, así como las obras civiles, estarán a cargo de Arup. Los aspectos deportivos serán coordinados por Fenwick Iribarren Architects, el paisajismo por Arquitectura Agronomía, mientras que la ingeniería estructural y el diseño de la cubierta será llevado a cabo por Schlaich Bergermann und Partner. Así mismo, el recinto tendrá una cubierta circular multicolor, al que los arquitectos se refieren como similar al de un «dosel de rueda de bicicleta».
Los planos fueron revelados al público el 30 de octubre de 2013. Su construcción inició en 2014 y se proyectó su apertura para el 2017. Sin embargo, a día de hoy la obra se encuentra con lentos avances, siendo incierta su fecha de finalización.